# Танкетка

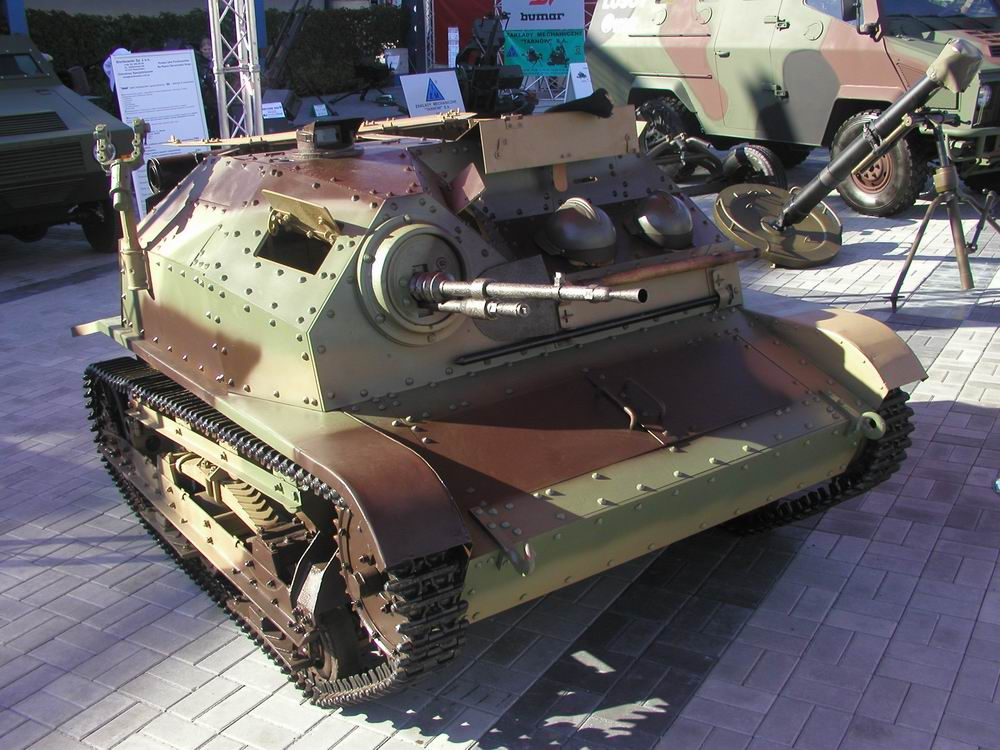
Танкетка Війська Польського TKS

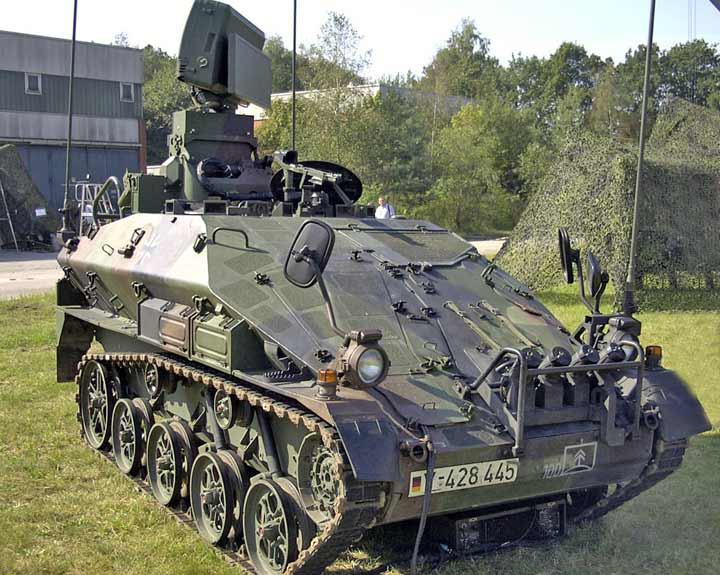
Сучасний аналог танкетки БМД «Візель». Бундесвер

Танкетка — бойова гусенична броньована машина, озброєна 1—2 кулеметами, що призначалася для розвідки і зв'язку.
Прототипом танкетки вважається розробка російського конструктора А. А. Пороховщикова і випробуваний ним в 1915 році одномісний «Всюдихід». У 1920-х рр. багато країн світу пропонували низку проєктів танкеток. У 1924 році в британській армії почалися випробування танкетки «Карден-Лойд», ліцензії на її виробництво були закуплені Італією, Польщею, Чехословаччиною, Японією та іншими країнами. Проте досвід застосування італійських танкеток «Фіат-Ансальдо» під час Італо-ефіопської війни 1935—1936 років і національно-визвольної війни ефіопського народу 1936—1939 років показав їх низьку бойову ефективність.
У Радянському Союзі в 1929 років випробовувалася одномісна танкетка Т-17, а в 1930-му — двомісна Т-23. У лютому 1931 року на озброєння Червоної Армії була прийнята танкетка Т-27. На ній встановлювався двигун потужністю 29,5 кВт (40 к. с.) і трансмісія від автомобіля ГАЗ-АА.
Танкетки відрізнялася малими розмірами і порівняно невеликою масою (2,7 т), товщина лобової й бортової броні 10 мм, озброєння 1 кулемет, швидкість до 45 км/год. Екіпаж 2 особи Т-27 застосовувалися при ліквідації басмачів, повстанців Туркестану на початку 1930-х рр. У 1935 році на маневрах Т-27 вперше були доставлені повітрям літаками ТБ-3. Недоліки Т-27, у тому числі неможливість форсування річок, призвели до початку робіт по створенню малих плавучих танків з екіпажем у дві особи і кулеметом, у башті, що обертається. У 1933 році виробництво Т-27 було припинено.
У танк масою до 5 тонн з кулеметним озброєнням, за класифікацією РСЧА. В англомовній літературі подібні танки часто називають танкетками.

## Відео
- Польська танкетка TKS
- TKS в історичній реконструкції